# یون دوقطبی
زویتریون (به انگلیسی: Zwitterion)

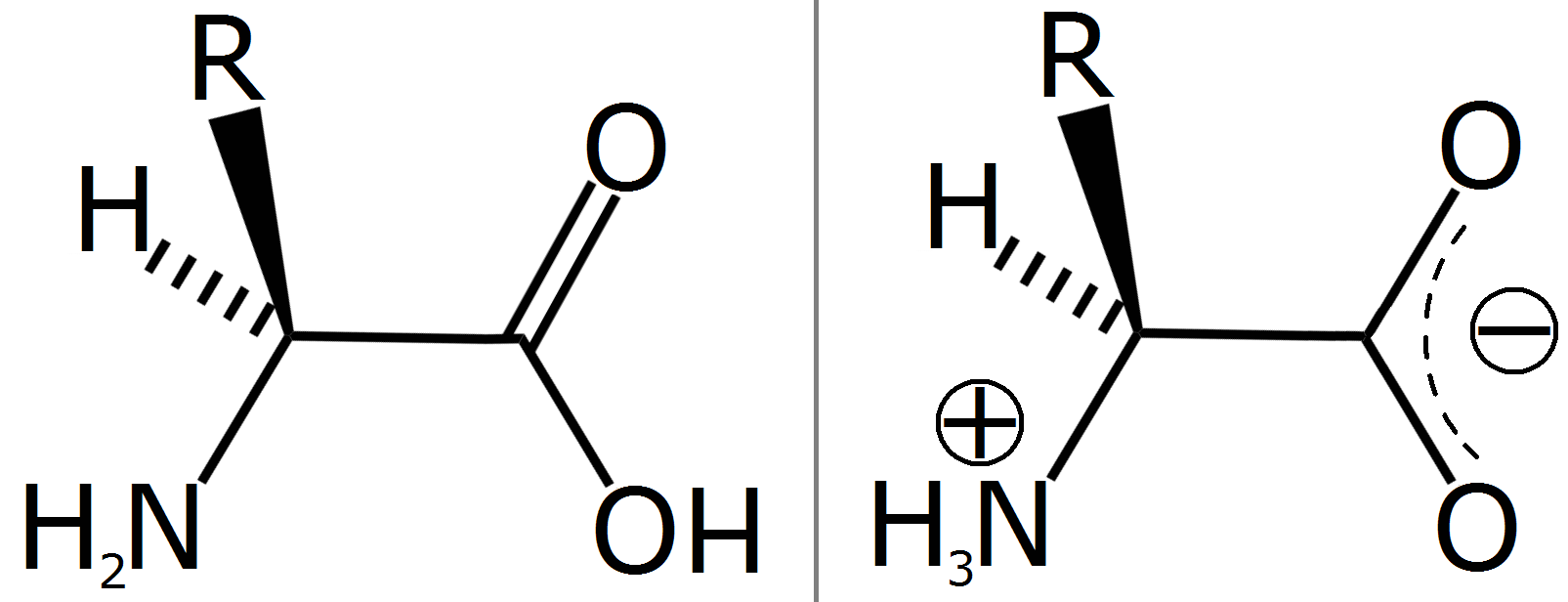
آمینواسید دوقطبی

در شیمی به مولکولی گفته می‌شود که به دلیل وجود بارهای منفی و مثبت هم توان، دارای بار الکتریکی خنثی بوده و به همین دلیل اصطلاحاً زویتریون (zwitterion) نامیده می‌شود.